# Mario Leão
Mario Roberto Opice Leão é um executivo brasileiro, que atualmente ocupa o cargo de presidente do Banco Santander (Brasil), uma das principais instituições financeiras do país, com ativos totais de mais de 1 trilhão de reais no primeiro trimestre de 2024.

## Carreira
Leão graduou-se em Engenharia de Produção pela Escola Politécnica da Universidade de São Paulo (USP) e dedicou a maior parte da sua carreira ao mercado financeiro.
De 1996 a 2006, atuou no Citibank, onde alcançou o cargo de vice-presidente de Renda Fixa, Moedas e Commodities.
Do Citibank, migrou para o Goldman Sachs, onde trabalhou por dois anos, com a mesma função. 
Em 2008, ingressou no Morgan Stanley, instituição em que exerceu o papel de diretor-geral de Mercado de Capitais.
Leão seguiu na instituição até 2015, quando se transferiu para o Banco Santander (Brasil) S.A., onde assumiu a posição de Diretor Executivo de Corporate and Investment Banking.
Em julho de 2017, tornou-se vice-presidente executivo de Empresas e PMEs e membro do Comitê Executivo do banco; e, em janeiro de 2022, assumiu o cargo de presidente, em lugar de Sergio Agapito Lires Rial.
Paralelamente à sua atuação no Santander Brasil, em março de 2023, Leão foi eleito presidente do Conselho de Representantes da CNF (Confederação Nacional das Instituições Financeiras), por unanimidade, entre as 11 instituições associadas à entidade. 
Ele iniciou seu mandato no mês seguinte, com vigência de três anos.[6]

## Gestão à frente do Santander
Leão assumiu o cargo de CEO do Santander em um cenário de alto endividamento das famílias no país, que pressionava a capacidade de pagamentos dos clientes e aumentava o risco de inadimplência. 
Nesse contexto, sua primeira campanha foi o Desendivida, lançado ainda em janeiro de 2023, primeiro mês do executivo como CEO. O programa oferecia condições especiais para contratação ou renegociação de empréstimos, a fim de facilitar que os clientes colocassem as contas em dia.
A preocupação com a sustentabilidade do crédito continuou a pautar sua gestão. Em função do contexto macroeconômico, que combinava inflação alta e juros crescentes, o Santander, liderado por Leão, focou em um ajuste no ritmo e no perfil da concessão de crédito.
Nessa fase, a instituição se tornou mais seletiva nos empréstimos, especialmente no segmento pessoa física, e passou a privilegiar produtos “colateralizados” (com garantia, e portanto mais seguros), em detrimento dos que têm maior inadimplência.
Ao mesmo tempo, a nova gestão buscou se tornar menos dependente do crédito por meio da diversificação do mix de receitas. Para isso, buscou ampliar as captações e os ganhos com comissões por prestação de serviço .
Nas captações, por exemplo, Leão declarou em entrevista que pretende alterar a composição do funding de e ter 60% vindo do varejo e 40% vindo do atacado (o inverso do que costumava ser) para tornar a atividade mais diversificada, com menor custo de captação.
Outras medidas foram dar mais foco a segmentos de alta resiliência, como o Santander Select (alta renda) e Empresas, e pautar o dia a dia do negócio pelos conceitos de centralidade do cliente e de principalidade (ser o principal banco dos clientes).
Alta renda
Em julho de 2022, o banco lançou um serviço de assessoria de investimentos que serviria como âncora para o crescimento do Select: o “AAA”, uma iniciativa que contratou inicialmente 1,5 mil assessores de investimento.
Segundo Leão, os profissionais passaram a ter a menor carteira do mercado – com cerca de 100 clientes, cada um, contra cerca de 500 ou 600 da média. Isso permitiu que os assessores tenham relacionamento mais próximo com sua base.
Um mês depois do lançamento do AAA, o Santander deu continuidade à aposta no segmento e fez uma campanha de mídia inédita para o segmento Select.
Como resultado dessas iniciativas, a base de clientes de alta renda mais do que dobrou: dois anos depois, em agosto de 2024, havia saído de 600 mil para 1,5 milhão de clientes.
Baixa renda
O redesenho do banco passou também por uma nova abordagem para o segmento de baixa, renda com o qual o Santander teve dificuldades nos anos anteriores. Com Leão, a estratégia voltada a este público passou a ser mais conservadora, centrada no cartão e nos créditos com garantia.
As iniciativas nessa área incluíram o lançamento de uma nova oferta (o Santander Free) e o abandono dos produtos pouco rentáveis. Com isso, o portifólio de cartões passou a ser reduzido de cerca de 300 opções para apenas 12.
Retomada da rentabilidade
Com as implantações ganhando maturidade e a inadimplência perdendo ímpeto, em 2024 o banco voltou a acelerar a concessão do crédito e a apresentar resultados financeiros crescentes. 
No segundo trimestre do ano, o lucro líquido foi de R$ 3,332 bilhões, 47,5% acima do mesmo período no ano anterior; e a rentabilidade alcançou 15,5%, contra 11,2% de 12 meses antes. A satisfação com os serviços também apresentou melhora: o NPS (Net Promoter Score) das pessoas físicas cresceu 10 pontos em um ano e das pessoas jurídicas, 8 pontos.
O resultado está em linha com os planos de Leão para o banco. Segundo ele, “entre rentável e maior, vou preferir rentável”. 
Novo posicionamento
Em julho de 2024, a gestão de Leão à frente do Santander ganhou um novo marco: o lançamento do posicionamento de marca "Começa agora", que substituiu a assinatura "O que a gente pode fazer por você hoje?", protagonista nas campanhas do Banco por oito anos. 
Com o novo slogan, o Santander buscou se posicionar como um parceiro dos clientes tanto nos pequenos momentos do dia a dia como na realização dos grandes projetos de vida.